# 動動腦
動動腦，是台灣在1980年代時所販賣的一種組合式的電子玩具，現已絕版。有多種版本的組合，依說明書內附的電路圖數量與零件數量做區分。使用彈簧插於孔狀的塑膠板基座上，按照說明書，將導線、電阻、電感、電容、電池插座或太陽能電池……等，連接夾於彈簧上，構成可以實際運作的電路。
初期的版本的雙極性電晶體是原本的電子零件，故組裝時容易被堅硬的金屬導線刺到手破皮或流血。後期的改良版本則是廠商預先將其焊接在一小塊印刷電路板上，減少使用者在組裝時受傷的機會。

## 相關
- Gakken EX系统（日语：電子ブロック）（相似的電子玩具，但電子零件都已預先封裝成積木狀了）
- 學習研究社 - 大人的科學（日语：大人の科学） - 電學試驗組EX-150 (2002年復刻版)

## 外部連結
- （繁體中文）兒時的回憶-動動腦聲光科學組合玩具